# Accidente del Dornier 228 en Chikangawa de 2024
El 10 de junio de 2024, un Dornier 228 de las Fuerzas de Defensa de Malawi que transportaba al vicepresidente de Malawi, Saulos Chilima, y otros ocho ocupantes, se estrelló en la reserva forestal de Chikangawa en el distrito de Mzimba; todos murieron.

## Aeronave
El avión era un Dornier 228 que pertenecía a la Fuerza Aérea del Ejército de Malawi de las Fuerzas de Defensa de Malawi. Anteriormente había sido utilizado para transportar al presidente Lazarus Chakwera varias veces y había realizado su vuelo anterior horas antes del accidente.
El 10 de junio de 2024, el avión, que transportaba al vicepresidente Saulos Chilima, a la ex primera dama Patricia Shanil Muluzi y a otros siete ocupantes, incluidos miembros del personal y personal de seguridad de Chilima y tres tripulantes militares, partió Aeropuerto internacional Kamuzu en la capital Lilongüe a las 9:17 a. m. CAT, y tenía previsto llegar al aeropuerto de Mzuzu en la región norte a las 10:02 a. m. Los pasajeros se dirigían a asistir al funeral del exministro de gobierno Ralph Kasambara, y luego regresaría a Lilongüe. 

## Accidente
El avión desapareció del radar poco después de despegar de Lilongüe y los funcionarios de aviación no pudieron contactar con el avión. La desaparición motivó un operativo de búsqueda y rescate para localizar la aeronave.
En la ruta de vuelo prevista prevalecieron malas condiciones meteorológicas y testigos presenciales informaron de un accidente aéreo en la zona del bosque de Chikangawa . Fuentes de noticias locales afirmaron que el teléfono de Chilima fue detectado por última vez alrededor de las 10:30 a. m. Las autoridades dijeron que el avión había regresado de Mzuzu debido a la mala visibilidad.
Los restos del avión fueron encontrados por soldados de las Fuerzas de Defensa de Malawi en el bosque de Chikangawa el 11 de junio. No se encontraron supervivientes. Las autoridades describieron la aeronave como "completamente destruida" y se cree que sus ocupantes murieron en el impacto.

## Esfuerzos de recuperación
El presidente Lazarus Chakwera canceló la visita a las Bahamas después de enterarse de la desaparición por medio del jefe de las Fuerzas de Defensa de Malawi, general Paul Valentino Phiri, y ordenó una operación de búsqueda y rescate.  También pidió oraciones por los desaparecidos y sus familias. Estados Unidos, Reino Unido, Noruega e Israel ofrecieron asistencia y proporcionaron "tecnologías especializadas", y la embajada de Estados Unidos ofreció el uso de un avión C-12 del Departamento de Defensa. El gobierno de Malawi también pidió ayuda a los vecinos Zambia y Tanzania.

## Consecuencias
Los restos de las víctimas fueron transportados a Lilongüe a bordo de un helicóptero de la Fuerza Aérea de Zambia el 11 de junio. Posteriormente, el presidente Chakwera declaró 21 días de duelo nacional a partir del 11 de junio y dijo que a Chilima se le concedería un funeral de estado en una fecha no especificada.

## Reacciones
El presidente Chakwera dijo que estaba "profundamente entristecido y arrepentido" por el desastre y describió a Chilima, como un "vicepresidente formidable". El presidente de la FIFA, Gianni Infantino, que se encontraba en Malawi para una visita programada y debía reunirse con Chilima, expresó sus condolencias a su viuda, Mary Nkhamanyachi Chilima.
El partido político del vicepresidente, Movimiento Unido de Transformación, acusó a las autoridades de una lenta respuesta al desastre y dijo que la aeronave no llevaba transpondedor.